# Галімов Роман Рафаелович
Роман Рафаелович Галімов (рос. Роман Рафаэлович Галимов; нар. 18 грудня 1982, Улан-Уде, Бурятська АРСР, РРФСР) — російський футбольний суддя, з 28 січня 2016 року голова президії Федерації футболу Республіки Бурятія.

## Дитинство
Народився у місті Улан-Уде в сім'ї воротаря «Селенги» Рафаїла Ульфатовича Галімова. Футболом почав займатись у віці 12 років. 1996 року у складі дитячої команди «Селенга» здобув перемогу на всеросійському турнірі «Шкіряний м'яч» зони Далекого сходу. Також ставав призером та переможцем Міжрегіонального об'єднання Сибіру та Далекого сходу з юнаків, грав за аматорські клуби СРГТУ, «Штурм», «Регіон 03», «Селенга».

## Кар'єра
Перший матч на професіональному суддівському рівні провів 24 травня 2006 року - у матчі другого дивізіону зони «Схід» між клубами «Чита» та «Сибіряк» виконував роль одного з помічників судді. Як головний арбітр дебютував 8 травня 2008 року в матчі «Амур» - «Сибір-2».
У першості ФНЛ перший матч провів у сезоні 2012/2013 – 24 липня 2012 року обслуговував матч між «Металургом-Кузбасом» та «Уралом».
У Прем'єр-лізі яг головний арбітр дебютував 28 серпня 2016 року в матчі «Урал» - «Арсенал».
У липні 2017 року отримав суддівську категорію «Pro».